# Asiatiske flag
Dette er en liste over asiatiske flag.

## Centralasien
- Kasakhstans flag
- Kirgisistans flag
- Tadsjikistans flag
- Turkmenistans flag
- Usbekistans flag

## Østasien
- Japans flag
- Folkerepublikken Kinas flag
- Republikken Kinas flag
- Mongoliets flag
- Nordkoreas flag
- Sydkoreas flag

## Østeuropa
- Ruslands flag

## Sydøstasien
- Bruneis flag
- Burmas flag
- Christmas Islands flag
- Kokosøernes (uofficielle) flag
- Filippinernes flag
- Indonesiens flag
- Cambodjas flag
- Laos' flag
- Malaysias flag
- Singapores flag
- Thailands flag
- Vietnams flag
- Østtimors flag

## Sydasien
- Afghanistans flag
- Bangladeshs flag
- Bhutans flag
- Indiens flag
- Irans flag
- Maldivernes flag
- Nepals flag
- Pakistans flag
- Sri Lankas flag

## Vestasien
- Armeniens flag
- Aserbajdsjans flag
- Bahrains flag
- Forenede Arabiske Emiraters flag
- Georgiens flag
- Iraks flag
- Israels flag
- Yemens flag
- Jordans flag
- Cyperns flag
- Kuwaits flag
- Libanons flag
- Omans flag
- Palæstinas flag
- Qatars flag
- Saudi-Arabiens flag
- Syriens flag
- Tyrkiets flag